# Operatore parità

## Definizione
L'operatore parità in meccanica quantistica è l'operatore che effettua una trasformazione di inversione spaziale delle coordinate ovvero cambia il segno di ognuna di esse. La sua azione su di un ket arbitrario definito nella base delle x è la seguente:
{\displaystyle P\left|\psi \right\rangle =P\int _{-\infty }^{\infty }\left|x\right\rangle \left\langle x\right|\left|\psi \right\rangle dx=\int _{-\infty }^{\infty }\left|-x\right\rangle \left\langle x\right|\left|\psi \right\rangle dx=-\int _{\infty }^{-\infty }\left|x'\right\rangle \left\langle -x'\right|\left|\psi \right\rangle dx'=\int _{-\infty }^{\infty }\left|x'\right\rangle \left\langle -x'\right|\left|\psi \right\rangle dx'}
dove {\displaystyle x'=-x}, quindi :
{\displaystyle \left\langle x\right|P\left|\psi \right\rangle =\psi (-x)}
Dato un generico stato fisico S descritto dalla sua funzione d'onda quindi:
{\displaystyle P^{\dagger }{\vec {x}}P=-{\vec {x}}}
{\displaystyle P\psi _{s}({\vec {x}})=\psi _{s}(-{\vec {x}})}

## Proprietà

### Lineare
P è un operatore lineare in quanto:
{\displaystyle P(\psi _{1}({\vec {x}})+\psi _{2}({\vec {x}}))=P\psi _{1}({\vec {x}})+P\psi _{2}({\vec {x}})}

### Hermitiano (autoaggiunto)
P è un operatore autoaggiunto in quanto:
{\displaystyle P^{\dagger }=P}
Il che garantisce che abbia autovalori reali. Ciò si evince facilmente in tal modo:
{\displaystyle P^{2}\left|x\right\rangle =\left|-(-x)\right\rangle =\left|x\right\rangle }, da cui {\displaystyle P^{2}=I}.

### Unitario
P è un operatore unitario in quanto:
{\displaystyle P^{\dagger }P=PP^{\dagger }=1}
Gli operatori unitari corrispondono a trasformazioni che non modificano il prodotto scalare. La combinazione delle ultime due proprietà corrisponde all'evidenza che invertendo lo spazio due volte abbiamo una trasformazione identica.

### Commutatori
L'operatore di parità commuta con gli scalari e con gli pseudovettori, e anticommuta con i vettori e gli pseudoscalari.
Ad esempio l'azione dell'inversione spaziale lascia invariati l'energia e il momento angolare, mentre cambia il segno dell'impulso e dell'elicità.
{\displaystyle [P,{\vec {L}}]=0}
{\displaystyle \{P,{\vec {p}}\}=0}

## Autostati e autovalori
Poiché P è sia unitario che hermitiano i suoi autovalore devono essere di norma unitaria e reali, quindi uno e meno uno.
In definitiva le autofunzioni dell'operatore parità sono le funzioni pari e quelle dispari:
{\displaystyle \psi _{p}(-{\vec {x}}')=+\psi _{p}({\vec {x}}')}
{\displaystyle \psi _{d}(-{\vec {x}}')=-\psi _{d}({\vec {x}}')}

## Applicazioni
Poiché l'hamiltoniana di un sistema simmetrico per inversione commuta con la Parità è garantita l'esistenza di una base simultanea di autostati dei due operatori. Questo significa che siamo legittimati a cercare le autofunzioni dell'Hamiltoniana tra le funzioni pari e quelle dispari.
Un esempio di questo procedimento è la trattazione della buca di potenziale finita.